# Spiritus Mortis
Spiritus Mortis es una banda de Doom metal de Finlandia. 

## Historia
La banda se formó en 1987 como Rigor Mortis, los miembros fundadores fueron Teemu Maijala (bajo, voz), Jussi Maijala (guitarras) y VP Rapo (batería). Debido a que en los Estados Unidos también se llamaba banda Rigor Mortis, cambiaron su nombre a Spiritus Mortis. Spiritus Mortis grabó cuatro demos como trío, una demo (1997) con Tomi Murtomäki. Con Vesa grabaron "Demo 2000".
En 2001 Veli-Matti Yli-Mäyry se unió y la banda grabó dos demos, Forward to the Battle (2001) y Hot Summer of Love (2002) y su primer álbum homónimo, lanzado a través de Rage of Achilles en 2004. Durante la grabación de El s / t, Veli-Matti anunció que iba a dejar la banda, y por lo tanto Jarkko Seppälä fue reclutado como el nuevo baterista.
Después de la Rabia de Aquiles doblada, Spiritus Mortis comenzó a buscar nuevo contrato de registro. Firmaron con Black Lotus Records y lanzaron su segundo álbum, "Fallen", a través de ellos en 2006. Después de que Black Lotus Records también se doblara, Vesa Lampi declaró que había perdido su interés por la música y abandonó la banda. Tomi Murtomäki tomó su lugar para la gira de "20 años de Spiritus Mortis", pero no deseaba continuar a tiempo completo. En enero de 2009 se anunció que Sami Hynninen tomaría el lugar como vocalista.
Spiritus Mortis firmó un contrato discográfico con Firebox Records y su tercer álbum "The God Behind the God" fue lanzado en mayo de 2009.

## Miembros
- Sami Hynninen - Voces
- Jussi Maijala - guitarra
- Kari Lavila - guitarra
- Teemu Maijala - bajo
- Jarkko Seppälä - batería

### Exmiembros
- Vesa Lampi - Voces 1999–2007
- Tomi Murtomäki - Voces 1997–1999, ”20 years of SM”-tour 2007
- VP Rapo - Drums 1987-2001, guitarra, teclados, flauta  2001 - 2006
- Veli-Matti Yli-Mäyry - batería 2001-2003

## Discografía

### Álbumes
- The Great Seal  (2022,  Svart Records)

- The Year Is One (Svart Records, noviembre de 2016)
- Spiritus Mortis/Fall of the Idols -split 12" LP (I Hate Records, octubre de 2009)
- The God Behind the God (Firebox, mayo de 2009)
- When The Wind Howled With A Human Voice/ Waiting for the Sun 7" (Firebox, marzo de 2009)
- Burned Alive - split cassette/Spiritus Mortis/Witchtiger (Metal Warning, junio de 2008)
- From the Ultima Thule-split / Spiritus Mortis / The Gates Of Slumber (Emissary Records, octubre de 2007)
- Fallen (Black Lotus Records, marzo de 2006)
- Spiritus Mortis (Rage of Achilles, febrero de 2004)

### Demos
- Hot Summer of Love (octubre de 2002)
- Forward to Battle  (febrero de 2001)
- Demo 2000  (abril de 2000)
- Ars Moriendi  (diciembre de 1997)
- Demo  (junio de 1997)
- Demo (noviembre de 1996)
- Demo (enero de 1994)
- At the Halls of Death (agosto de 1990)

### Compilaciones
- Knock'em Down to the Size "Sweet Oblivion" (Metal Coven Records, enero de 2008)
- Metal On Metal II "Leave Me, Rise From Hell" (Metal Warning, agosto de 2006)
- At the Mountains of Madness II "Flames"
- Nad Brzegami Czasu "Sleeping Beneath The Lawn"
- Out of Focus, vol. II "The Omen"
- Rock-Yhdistys CD "Rise From Hell, Baron Samedi" (Alavuden Rock-yhdistys, 1992)